# Ortópolis
Ortópolis, na mitologia grega, foi um rei de Sicião.
Ortópolis é o nome do décimo-segundo rei de Sicião segundo Eusébio de Cesareia e Jerônimo de Estridão, sucessor de Plemneu e antecessor de Maratônio; Eusébio atribui esta lista a Castor de Rodes. Pelos cálculos de Jerônimo, ele reinou de 1623 a 1560 a.C..
Segundo Pausânias, Plemneu não conseguia ter filhos, porque todos os filhos morriam ao nascer. Deméter teve piedade de Plemneu, visitou a Egialeia  disfarçada de uma mulher estrangeira, e criou, para Plemneu, seu filho Ortópolis. Ortópolis foi o sucessor de Plemneu.
Ainda segundo Pausânias, que não menciona Maratônio como sucessor de Ortópolis, ele teve uma filha Chrysorthe, que teve um filho, Coronus, de Apolo. Coronus teve dois filhos, Córax e Laomedonte. Maratônio seria filho de Epopeu, que reinou após Córax, pois este morrera sem filhos.
Segundo Agostinho de Hipona, foi durante o reinado de Ortópolis em Sicião que nasceu Moisés.